# Liste ägyptischer Komponisten klassischer Musik
Dieser Artikel listet bekannte ägyptische Komponisten der (europäischen) klassischen Musik.
- Gamal Abdel-Rahim (auch: Gamal Abd al-Rahim) (1924–1988)
- Aziz al-Sauwan (1916–1993)
- Ragih Da'ud (* 1954)
- Halim El-Dabh (1921–2017)
- Rifat Garranah (* 1924)
- Muna Gunaim (* 1955)
- Yusuf Gurais (1899–1961)
- Abu-Bakr Khairat (1910–1963)
- Omar Khairat (* 1949)
- Yara Mekawei (* 1987)
- Hasan Rasid (1896–1969)
- Gamal Salamah (* 1945)